# 吳淞炮台

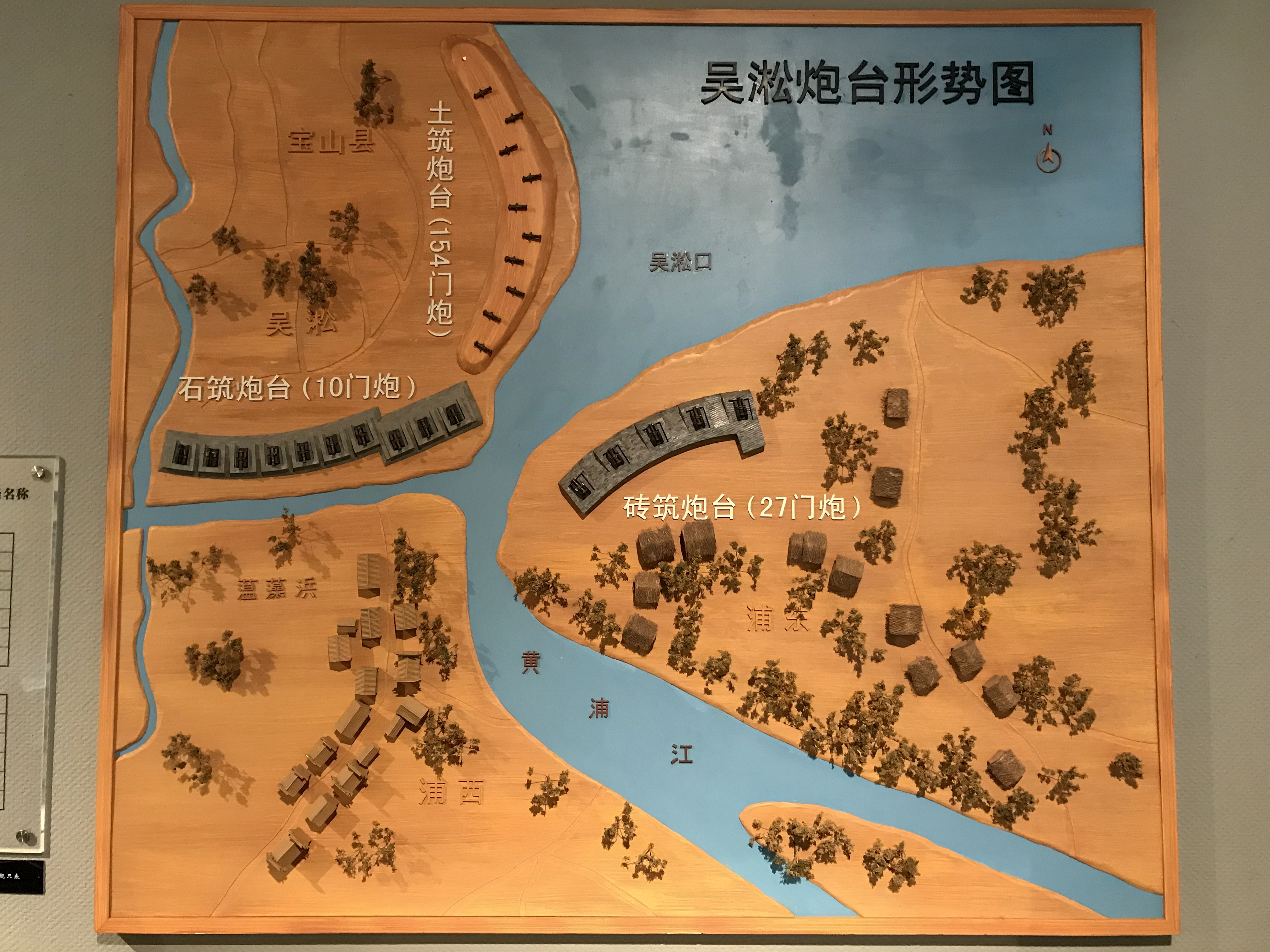
吴淞炮台形势图

吳淞炮台位於上海市吳淞口两岸，扼守长江门户。计有西炮台、东炮台、北炮台、狮子林炮台、南炮台5座炮台。其中西炮台建筑最早，清顺治十七年（1660年）建。吳淞炮台屢經戰火，歷經第一次鸦片战争、一·二八事變、淞沪会战、上海战役等。

## 西炮台
清順治十七年（1660年），兩江總督郎廷佐在楊家嘴口督建西炮台。原为防备海盗之用。康熙五十七年（1718年），因在杨家嘴对岸修筑炮台，遂称西炮台，俗称老炮台。道光二十二年四月（1842年5月）第一次鸦片战争中，西炮台是抗击英军的主阵地。江南水师提督陈化成等守卫将士殉国于此。光绪二十六年（1900年），因有碍吴淞商埠开辟，经两江总督刘坤一上奏朝廷同意，自强军营务处总办沈敦和指挥士兵用炸药炸毁。西炮台现仅存残基一丘，长11.8米，宽9.8米，高2.85米。1992年6月1日，吴淞炮台遗址被公布为上海市纪念地点。2014年4月4日，被调整为上海市文物保护单位。

## 东炮台
清康熙五十七年（1718年）在吳淞江出海處建東炮台，與楊家嘴北首夾江對峙。第一次鸦片战争中，为吴淞口江防辅助阵地，东炮台被英军攻陷，后成废垒。现址无存。遗址今仅存康熙年间石碑1块。1963年，上海市文物管理委员会将倒卧田间的石碑在原处竖起，并加制水泥底座。碑高1.3米，宽61厘米，厚20厘米。边缘刊有龙纹图案。1983年12月23日，东炮台碑被公布为川沙县文物保护单位。2002年1月14日，东炮台遗址被公布为浦东新区文物保护单位。

## 北炮台
清光绪十二年（1886年），两江总督曾国荃委派驻防庆军统领曹德庆在南石塘之北端监造北炮台，与西炮台互为犄角。民国21年（1932年）一二八淞沪抗战时，被日军炸毁。抗战胜利后，被拆除。后上海警备区吴淞守备营部队在遗址新建“吴淞古炮台”。1984年3月19日，吴淞炮台抗日遗址被公布为日本帝国主义侵略上海遗址纪念地。2014年4月4日，被调整为上海市文物保护单位。

## 獅子林炮台
清光緒十五年（1889年），经两江总督曾国荃奏准由驻防庆军统领曹德庆在月浦长江岸边狮子林旁督造獅子林炮台。八一三淞沪会战中，为中日双方争夺的主要阵地。抗战胜利后，国军派兵驻守。解放后，建钢筋混凝土国防工事于此。1978年，因建设宝钢划入宝山钢铁总厂厂区而拆除。

## 南炮台
清光绪二十六年（1900年），两江总督刘坤一委派驻防盛军统领班广盛在南石塘监造南炮台，与北炮台首尾衔接。民国21年（1932年）一二八淞沪抗战时，被日军炸毁。抗战胜利后，被拆除。1973年在遗址建成吴淞口“370”国防工程。